# New Windsor (Maryland)
New Windsor è un comune degli Stati Uniti d'America, situato nello stato del Maryland, nella contea di Carroll. La popolazione è di 1396 persone (2010).